# Nassella elata
Nassella elata là một loài thực vật có hoa trong họ Hòa thảo. Loài này được (Speg.) Torres mô tả khoa học đầu tiên năm 1997.